# Bradford (Illinois)
Bradford és una població dels Estats Units a l'estat d'Illinois. Segons el cens del 2000 tenia 787 habitants.

## Demografia
Segons el cens del 2000, Bradford tenia 787 habitants, 318 habitatges, i 225 famílies. La densitat de població era de 759,7 habitants/km².
Dels 318 habitatges en un 32,4% hi vivien nens de menys de 18 anys, en un 57,5% hi vivien parelles casades, en un 9,7% dones solteres, i en un 29,2% no eren unitats familiars. En el 27,7% dels habitatges hi vivien persones soles el 17% de les quals corresponia a persones de 65 anys o més que vivien soles. El nombre mitjà de persones vivint en cada habitatge era de 2,47 i el nombre mitjà de persones que vivien en cada família era de 2,96.
Per edats la població es repartia de la següent manera: un 27,2% tenia menys de 18 anys, un 6,7% entre 18 i 24, un 24,9% entre 25 i 44, un 23,6% de 45 a 60 i un 17,5% 65 anys o més.
L'edat mediana era de 38 anys. Per cada 100 dones de 18 o més anys hi havia 81,9 homes.
La renda mediana per habitatge era de 33.750 $ i la renda mediana per família de 41.000 $. Els homes tenien una renda mediana de 35.333 $ mentre que les dones 21.324 $. La renda per capita de la població era de 16.279 $. Aproximadament el 6,2% de les famílies i el 9,8% de la població estaven per davall del llindar de pobresa.

## Poblacions properes
El següent diagrama mostra les poblacions més properes.